# Wasserturm Kehl
Der Wasserturm von Kehl liegt im Süden der Stadt an der Kreuzung Schwimmbadstraße / Iringheimer Straße. Der fast 50 m hohe Turm mit seinem weißen Schaft und dem schieferverkleideten Behälterbereich bildet in der umgebenden Rheinebene eine weithin sichtbare Landmarke.

## Bauwerk
Das 1904 errichtete Bauwerk stellt ein typisches Beispiel der Wasserturmarchitektur um 1900 dar, wenngleich der Turmkopf heute nicht mehr im Ursprungszustand erhalten ist.
Der Turmschaft hat einen kreisförmigen Grundriss mit einem Durchmesser von 11,90 m an der Basis. Er besteht durchgehend aus Ziegelsteinmauerwerk. Der untere Bereich ist mit Sandstein verblendet, der obere verputzt und weiß gestrichen.
Im Bereich des Betonfundaments befindet sich der Pumpenraum, darüber – durch eine Balkendecke getrennt – der Motorenraum. Dieser ist über eine Freitreppe und ein repräsentatives Portal mit Stichbogen zugänglich.
Der polygonale, in zwei Stufen vorkragende Turmkopf, setzt sich  mit seiner Schieferverkleidung kontrastreich vom Schaft ab. Die untere, nur leicht vorkragende Stufe umschließt den Tropfboden, der durch eine Fensterreihe belichtet wird. Darüber befindet sich der deutlich vorkragende Behälterbereich. Er enthält einen Wasserbehälter der Bauart Intze 1, der 300 m³ Wasser fasst und durch eine Trennwand in zwei Teilbehälter aufgegliedert ist. Eine umlaufende Fensterreihe unmittelbar unter dem Dach sorgt im Behälterbereich für die Belichtung. Das schlichte Zeltdach endet mit einer kupfernen Kugel und einer Wetterfahne, auf der ein Greif dargestellt ist.

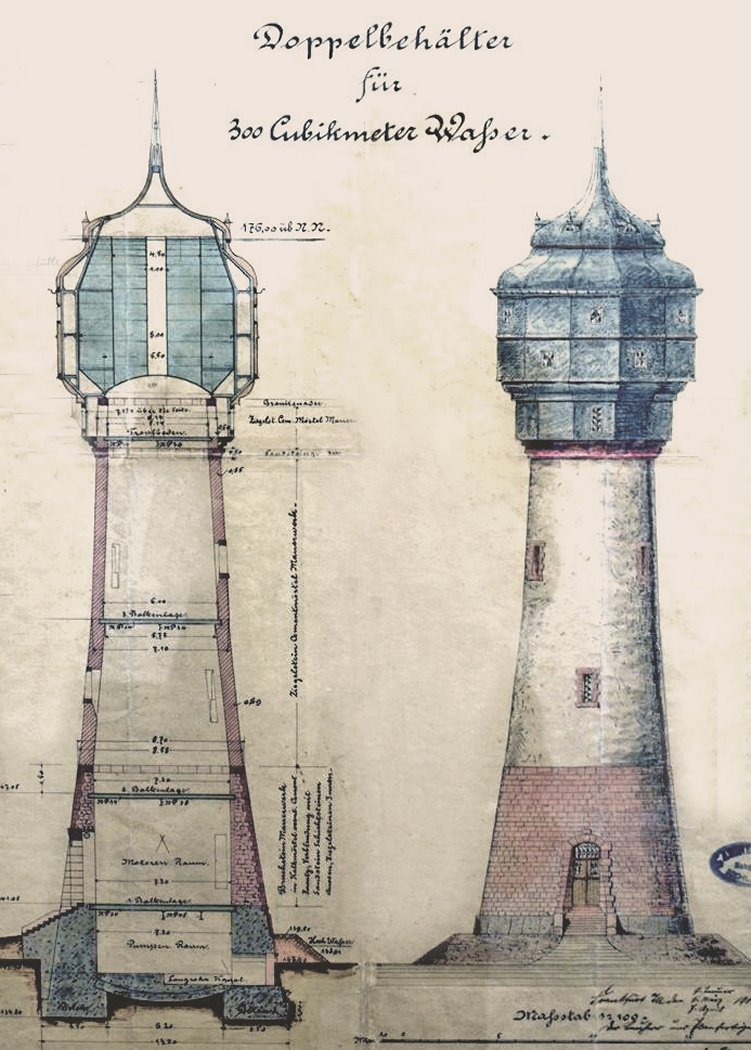
In der Bauzeichnung sieht man die ursprüngliche aufwändige Gestaltung des Turmkopfes.
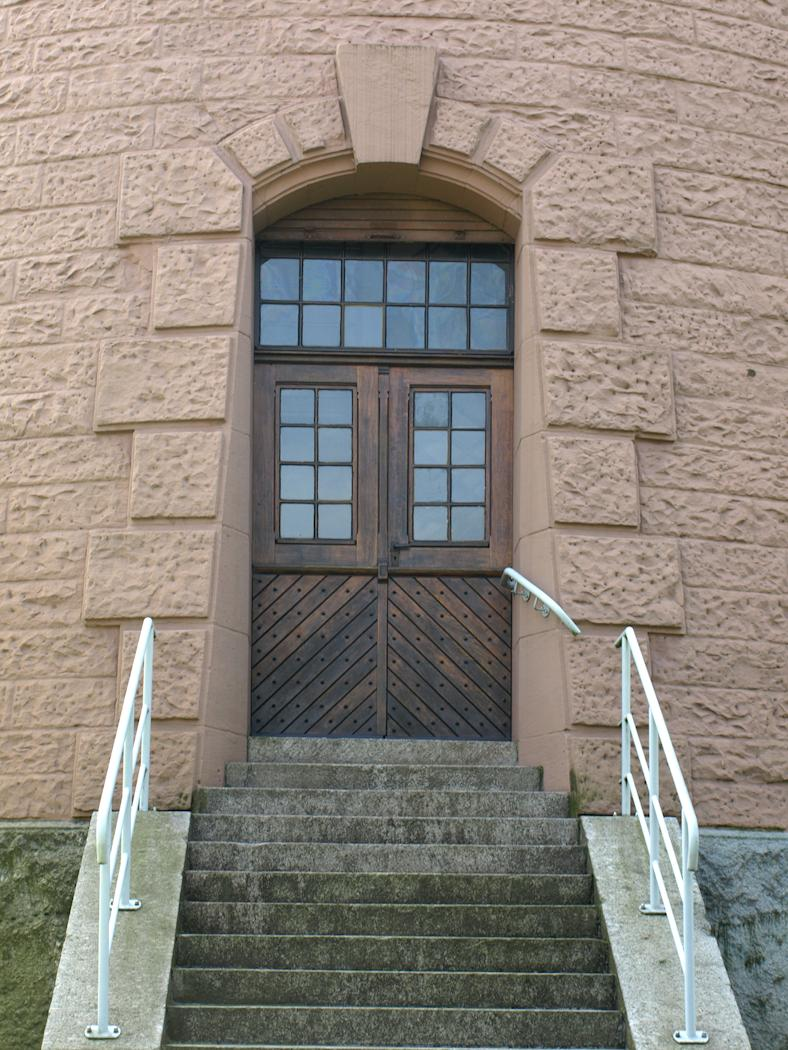
Der repräsentative Eingang mit Freitreppe führt zum ehemaligen Motorenraum im Turm.
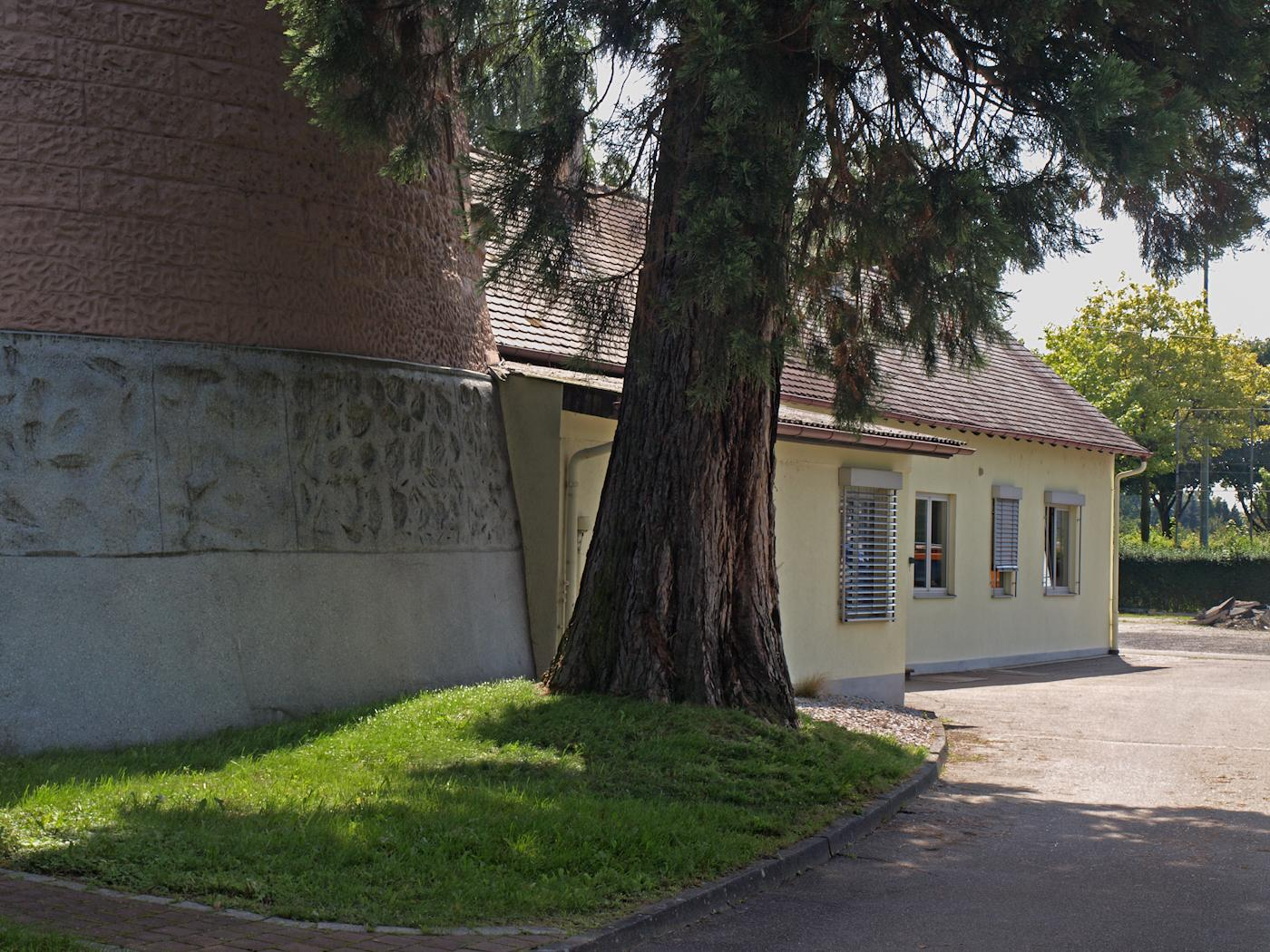
Der Anbau von 1922 gehört zum ehemaligen Wasserwerk

## Geschichtliches zur Wasserversorgung von Kehl
Die Stadt Kehl entwickelte sich mit dem Anschluss an das badische Eisenbahnnetz 1844 und dem Bau der Eisenbahnrheinbrücke 1861 allmählich zu einem Industriestandort. 1897 folgte eine feste Straßenbrücke über den Rhein und die Anlage des Kehler Rheinhafens. Der industrielle Aufschwung und das damit verbundene Bevölkerungswachstum machte eine zentrale Wasserversorgung notwendig.
Die Stadt beauftragte 1903 den Ingenieur Max Hessemer aus Frankfurt am Main mit dem Entwurf einer zentralen Wasserversorgungsanlage mit Filterbrunnen, Pumpwerk, Leitungsnetz und Wasserturm. Die Bauausführung lag bei der Kehler Firma Azone, im Oktober 1905 ging die Anlage in Betrieb. Der Brunnen lag direkt am Wasserturm, Pumpen und Motoren waren im Turm untergebracht.
Hessemer ließ die Anlage auf eigene Kosten errichten, dafür übertrug die Stadt ihm zunächst das Wasserversorgungsmonopol, was in der Folge zu überhöhten Wasserpreisen und gerichtlichen Auseinandersetzungen zwischen der Stadt und dem privaten Unternehmer führte. Letztlich gelang es der Stadt, die Wasserversorgung von der Firma Hessemer für 285.000 Mark zu kaufen.
Die Anlagen nahmen im Ersten Weltkrieg keinen Schaden. 1922 erfolgte eine Erweiterung durch einen Turmanbau und einen weiteren Brunnen. Im Zweiten Weltkrieg wurde sowohl das Rohrnetz, als auch der Wasserturm beschädigt. Am Turm wurden die Kriegsschäden 1950 beseitigt, wobei die Stadt den aufwändig gestalteten Turmkopf durch eine einfachere Konstruktion ersetzte. Eine weitere Turmsanierung erfolgte 2003.

## Wasserversorgung heute
Die Versorgung mit Trinkwasser erfolgt heute über die Technischen Dienste Kehl.
Das Wasserwerk am Turm wurde 1980 abgeschaltet, als das neue Kehler Wasserwerk auf den Schutterwaldwiesen in der Gemarkung Willstätt fertiggestellt war. Dieses und fünf weitere Wasserwerke versorgen heute ca. 33.000 Einwohner der Stadt und der eingemeindeten umliegenden Orte.
Der Wasserturm ist für die Notversorgung noch heute in das Leitungsnetz eingebunden.